# Hugh Wood
Pour les articles homonymes, voir Wood.
Hugh Wood, né le 27 juin 1932 à Parbold en Angleterre et mort le 14 août 2021, est un compositeur britannique.

## Liste des œuvres
- 1958 : Variations pour alto et piano, opus 1
- 1961 : Trio pour flûte, alto et piano, opus 3
- 1962-1965 : Scenes from Comus, opus 6
- 1965-1969 : Concerto pour violoncelle, opus 12
- 1969 : A Garland for Dr. K., pour flûte, clarinette, violon, violoncelle et piano
- 1971 : Concerto de chambre pour grand ensemble, opus 15
- 1970–1972 : Concerto pour violon n° 1, opus 17
- 1973–1974 : Song Cycle to Poems of Pablo Neruda pour voix aiguë et orchestre de chambre, opus 19
- 1978 : Quatuor à cordes n° 3, opus 20
- 1982 : Symphonie, opus 21
- 1982-1984 : Piano Trio avec piano, opus 24
- 1985 : Paraphrase on « Bird of Paradise », opus 26 pour clarinette et piano
- 1989 : Trio avec cor, opus 29
- 1989 : Cantate pour chœur et orchestre, opus 30
- 1991 : Concerto pour piano, opus 32
- 1994-1997 : Variations pour orchestre, opus 39
- 2005-2006 : Wild Cyclamen, opus 49
- 2003-2004 : Concerto pour violon n° 2, opus 50
- 2004 : Michael Berkeley Tribute pour alto solo
- 2007 : Divertimento pour cordes, opus 51
- 2007 : Quintette pour clarinette, opus 53
- 2010 : Beginnings: Three Early Songs pour soprano et cordes, opus 54

## Discographie
- Clarinet Trio - Divine Art 25009
- The Kingdom of God - Hyperion CDA66758
- Overture; Variations Op.1; Paraphrase on 'Bird of Paradise'; Poem; Clarinet Trio; Piano Trio - Toccata Classics TOCC0075
- Scenes from Comus; Symphony - NMC D070[2]
- String Quartet Nos 1-4 - Conifer 75605 51239-2[3]
- String Quartet Nos 2 et 3; The Horses; The Rider Victory - Lyrita SRCD.304
- Violin Concerto; Cello Concerto - NMC D082[4]